# Epipterygium mandonii
Epipterygium mandonii är en bladmossart som beskrevs av Jean Édouard Gabriel Narcisse Paris 1900. Epipterygium mandonii ingår i släktet Epipterygium och familjen Bryaceae. Inga underarter finns listade i Catalogue of Life.